# Oskar Burman
Gulaifr Oskar Burman (i riksdagen kallad Burman i Haparanda), född 23 november 1836 i Nederkalix församling, Norrbottens län, död 11 juli 1895 i Nedertorneå-Haparanda församling, Norrbottens län, var en svensk bankdirektör och politiker.
Oskar Burman, som föddes på gården Åkroken i Nederkalix socken, var son till kronofogden Erik Burman och sonson till prosten Erik Burman. Han blev student vid Uppsala universitet 1855 och avlade kameralexamen 1862. Han var telegrafassistent 1857–1888 och en kortare tid tillförordnad kronofogde i Torneå fögderi. År 1866 blev han kassör vid Westerbottens enskilda banks avdelningskontor i Haparanda samt från 1883 ordförande i styrelsen för samma avdelningskontor och verkställande direktör där. Han var riksdagsledamot i andra kammaren för Luleå, Piteå och Haparanda valkrets vid höstriksdagen 1887. Han var även kommunalnämndens ordförande och landstingsman,